# Juan Padrón
Juan Manuel Padrón Blanco (Matanzas, 29 de enero de 1947-La Habana, 24 de marzo de 2020) fue un caricaturista, realizador de dibujos animados, ilustrador, historietista, guionista y director de cine cubano, graduado de Licenciatura en Historia del Arte en la Universidad de La Habana. Sus primeros trabajos de dibujo aparecieron en la revista Mella y más adelante en El Sable, suplemento de la revista Juventud Rebelde. Elpidio Valdés, su más famoso personaje, aparece por primera vez en la revista Pionero en 1970.
En 1974, inicia sus labores como director de dibujos animados en Instituto Cubano de Arte e Industria Cinematográfico, desde donde llevó sus personajes al cine. Realiza su primer largometraje en 1979, Elpidio Valdés (largometraje), y el segundo, Vampiros en La Habana, en 1985. Además de las películas de Elpidio Valdés, también fue creador de la serie de dibujos animados Filminuto, que apareció por primera vez en 1980. A partir de 1986, trabajó en colaboración con Quino para crear otra serie que denominaron Quinoscopio. Era miembro directivo de la UNEAC.

## Reconocimientos
Entre los múltiples reconocimientos y premios que Juan Padrón recibió por su trabajo se encuentran la medalla Alejo Carpentier en 1988, el Premio anual de periodismo Juan Gualberto Gómez en 1989, la orden Juan Marinello en 1999,
 la orden Félix Varela en 2001, el Premio Nacional de Humorismo de Cuba en 2004, el Premio Nacional de Cine de Cuba en 2008, además el premio El Diablo Cojuelo y ocho Premios Coral del Festival Internacional del Nuevo Cine Latinoamericano. En diciembre de 2010 recibió la «Placa 280 Aniversario» por la Universidad de La Habana.

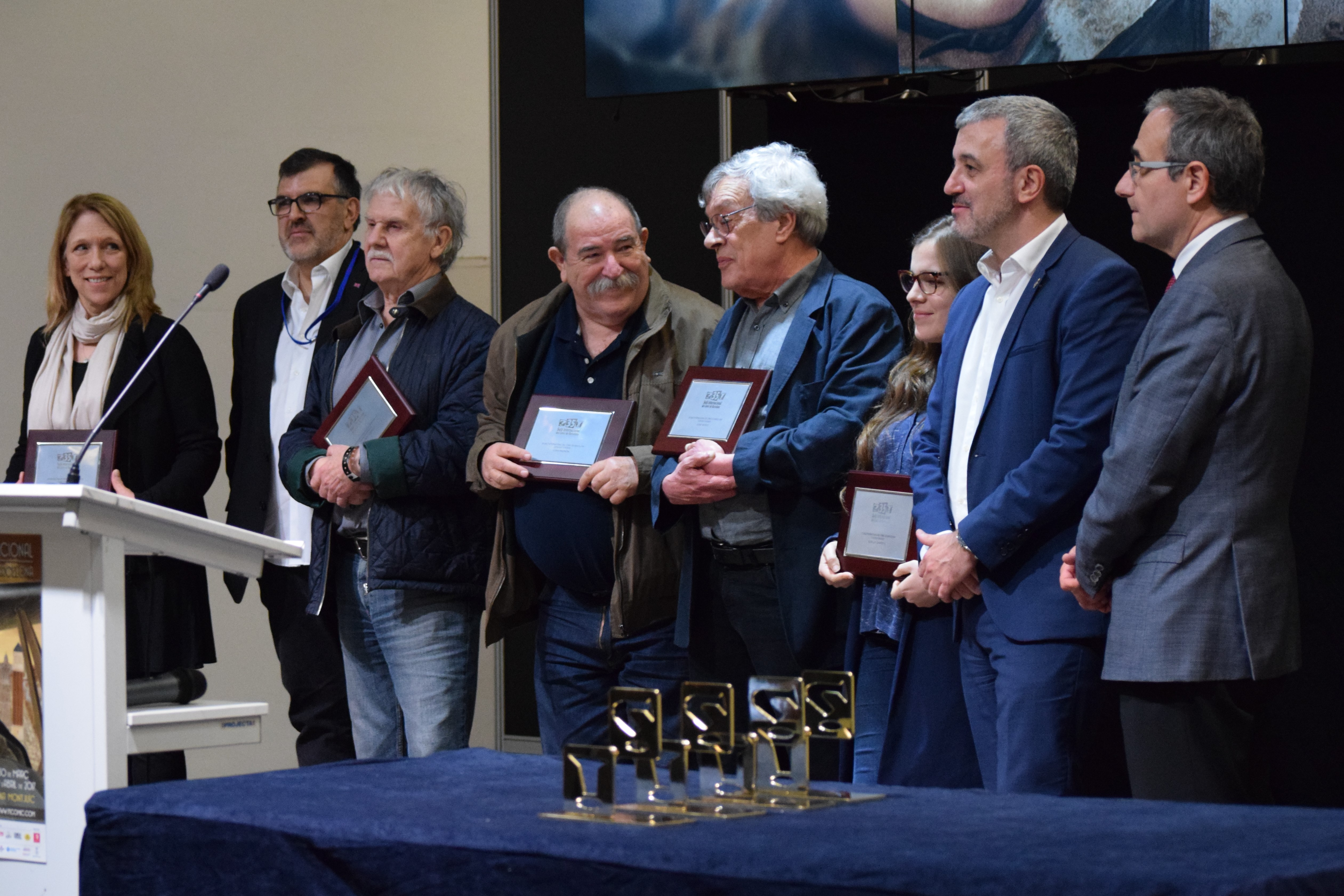
Liza Donnelly, Carles Santamaria, Hermann, Juan Padrón, José Muñoz, una hija de Carlos Sampayo, Jaume Collboni y Patrici Tixis en la edición del 2017 del Salón Internacional del Cómic de Barcelona, encuentro en el que Donnelly, Hermann, Padrón, Muñoz y Sampayo obtuvieron premios honoríficos.

## Filmografía

### Como director
- 1974 - Una aventura de Elpidio Valdés
- 1975 - El enanito sucio
- 1976 - Las manos
- 1976 - Elpidio Valdés contra la policía de Nueva York
- 1976 - Clarín Mambí
- 1977 - Elpidio Valdés encuentra a Palmiche
- 1979 - Los valientes
- 1979 - Elpidio Valdés
- 1980 - Filminuto 1
- 1980 - Filminuto 2
- 1981 - Filminuto 3
- 1982 - ¡Viva papi!
- 1983 - Elpidio Valdés contra dólar y cañón
- 1985 - Vampiros en La Habana
- 1986 - Quinoscopio 1
- 1986 - Quinoscopio 2
- 1987 - Quinoscopio 3
- 1987 - Quinoscopio 4
- 1987 - Quinoscopio 6
- 1988 - Quinoscopio 5
- 1988 - Filminuto 15
- 1988 - Elpidio Valdés ataca a Jutía Dulce
- 1989 - Elpidio Valdés y Palmiche contra los lanceros
- 1994 - Mafalda
- 1999 - Contra el águila y el león
- 2002 - Conociendo a Martí: Memorias del Hanábana
- 2003 - Más vampiros en La Habana
- 2012 - 7 días en La Habana (como director de animación)
- 2015 - Elpidio Valdés ordena Misión Especial

### Como escritor
- 1974 - Una aventura de Elpidio Valdés
- 1975 - El enanito sucio
- 1976 - Las manos
- 1976 - Elpidio Valdés contra la policía de Nueva York
- 1976 - Clarín mambí
- 1977 - Elpidio Valdés encuentra a Palmiche
- 1979 - Elpidio Valdés
- 1980 - Filminuto 1
- 1980 - Filminuto 2
- 1981 - Filminuto 3
- 1982 - ¡Viva papi!
- 1983 - Elpidio Valdés contra dólar y cañón
- 1985 - ¡Vampiros en La Habana!
- 1986 -Quinoscopio 1
- 1986 - Quinoscopio 2
- 1987 - Quinoscopio 3
- 1987 - Quinoscopio 4
- 1987 - Quinoscopio 6
- 1988 - Filminuto 15
- 1988 - Quinoscopio 5
- 1989 - Elpidio Valdés y Palmiche contra los lanceros
- 1994 - Mafalda
- 1999 - Contra el águila y el león
- 2003 - Más vampiros en La Habana
- 2003 - Elpidio Valdés ataca a Trancalapuerta
- 2015 - Elpidio Valdés ordena Misión Especial

### Como actor de voz
- 1985 - ¡Vampiros en La Habana! (voz)
- 2003 - Más vampiros en La Habana

### Agradecimientos especiales
- 2011 - Habanastation

## Obra literaria
- 2005 ¡Vampiros en La Habana!
- 2006 Vampirenkommando
- 2007 Elpidio Valdés contra dólar y cañón
- 2016 Crónicas de La Habana. Un gallego en la Cuba socialista. Con guion de Mauricio Vicent.